# Callimetopus cynthia
Callimetopus cynthia là một loài bọ cánh cứng trong họ Cerambycidae.